# Ayénouan
Ayénouan  est une localité du sud-est de la Côte d'Ivoire, et appartenant au département d'Aboisso, Région du Sud-Comoé. La localité d'Ayénouan est un chef-lieu de commune.